# Saint John Figtree
Saint John Figtree é uma paróquia de São Cristóvão e Neves localizada na ilha de Neves. Sua capital é a cidade de Fig Tree.